# Bergen (Wanzleben-Börde)

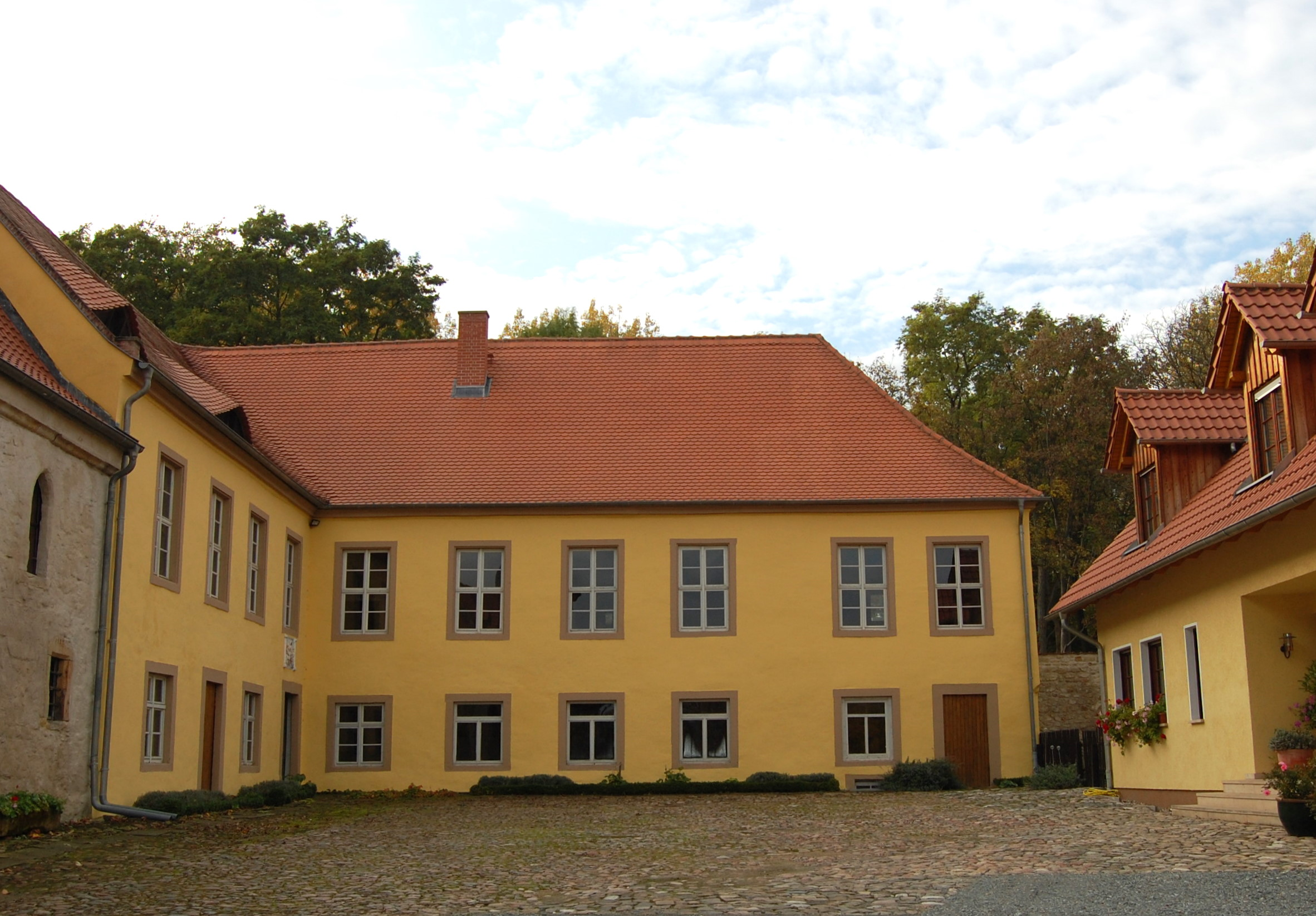
Komturei Bergen

Bergen ist ein zur Ortschaft Groß Rodensleben der Stadt Wanzleben-Börde gehörendes Dorf in der Magdeburger Börde in Sachsen-Anhalt.
Es liegt südwestlich von Groß Rodensleben und nördlich von Remkersleben. Südlich der Ortslage befindet sich ein Teich.

## Geschichte
Eine erste urkundliche Erwähnung stammt aus dem Jahr 1093 als der Magdeburger Domherr Liudolf von Werder den Ort dem bei Göttingen gelegenen Kloster Bursfelde schenkte.
1272 erwarb der Deutsche Ritterorden die Ortschaft und richtete eine Komturei ein. Das Dorf Bergen ging nach 1370 ein, erhalten blieb jedoch das Rittergut. 1570 wurde Hans von Lossow Ordenskomtur in Bergen. Nachdem das Gut im Dreißigjährigen Krieg zeitweise an Schweden gefallen war, gelangte es jedoch wieder in Ordensbesitz, in dem es bis 1806 blieb.
Im Umfeld der Ortslage befanden sich aufgrund der Lage in einer abflussarmen Niederung flache Seen und Niedermoore. Im 18. Jahrhundert wurden diese entwässert. Aufgrund des hohen Salzgehalts stellte sich die landwirtschaftliche Nutzung der trockengelegten Flächen als schwierig dar.
Im 19. Jahrhundert wechselten mehrere private Gutsbesitzer. Nach 1900 gehörte das Gut der Unternehmerfamilie Rabbethge die im großen Maßstab in der Magdeburger Börde Zuckerrüben anbauten und weiterverarbeiteten. 1910 zählte Bergen, welches als selbständiger Gutsbezirk bestand 155 Einwohner. Nach Auflösung der Gutsbezirke blieb Bergen eine eigenständige Gemeinde, bis es am 1. März 1970 nach Groß Rodensleben eingemeindet wurde. Gemeinsam mit Groß Rodensleben wurde Bergen dann am 1. Oktober 2010 in die Stadt Wanzleben-Börde eingemeindet.

## Bauwerke
Die in Teilen erhaltenen historischen Gebäude der ehemaligen Komturei Bergen stehen heute unter Denkmalschutz und prägen das Ortsbild. In besonderem Maße ist die Gutskapelle Bergen zu erwähnen. In unmittelbarer Nachbarschaft befindet sich darüber hinaus die gleichfalls denkmalgeschützte Villa in der Friedensstraße 43.

## Persönlichkeiten
In Bergen geboren wurde der Komponist und Musiker Alfred Pechau (1921–2008).
1605 verstarb der langjährige Komtur Hans von Lossow (1523–1605) in Bergen. Auch der Zuckerfabrikant Erich Rabbethge (1870–1934) verstarb im Ort.